# Протокол Лобанова — Ямагаты
Протокол Лобанова — Ямагаты (яп. 山縣・ロバノフ協定 Ямагата-Робанофу кё:тэй) — документ, закреплявший позиции России и Японии по корейскому вопросу, который был подписан в Санкт-Петербурге 28 мая (9 июня) 1896 года министром иностранных дел России А. Б. Лобановым-Ростовским и представителем Японии А. Ямагатой.
Подписание протокола было связано с тем, что Россия и другие державы были недовольны контролем Японии над Кореей, значительно усилившимся после поражения Китая в Японско-китайской войне.
Протокол подводил итоги русско-японских переговоров после убийства японскими агентами в октябре 1895 года корейской королевы и бегства короля в здание русской миссии. Обе стороны договорились о возвращении короля. Документ предусматривал в случае необходимости совместное русско-японское содействие Корее в получении иностранных займов, а также консультации между Россией и Японией по всем вопросам, которые могут возникнуть в будущем в Корее.
В 1898 году был дополнен Протоколом Ниси — Розена.